# Малая Тоголика

Малая Тоголика — река в России, протекает в Томской области. Устье реки находится в 92 км по правому берегу реки Тоголика. Длина реки составляет 76 км, площадь водосборного бассейна 317 км². Притоки — Кедровая, Луговой, Сохатинка.

## Данные водного реестра
По данным государственного водного реестра России относится к Верхнеобскому бассейновому округу, водохозяйственный участок реки — Кеть, речной подбассейн реки — бассейн притоков (Верхней) Оби от Чулыма до Кети. Речной бассейн реки — (Верхняя) Обь до впадения Иртыша.